# Astrid Heiberg
Pour les articles homonymes, voir Heiberg.
Astrid  Nøklebye Heiberg, née le 14 avril 1936 à Oslo et morte le 2 avril 2020, est une femme politique norvégienne, professeur de psychiatrie à l'université d'Oslo.

## Biographie
Astrid Heiberg est présidente de la Fédération internationale des Sociétés de la Croix-Rouge et du Croissant-Rouge de novembre 1997 à novembre 2001.
Dans les années 1980, elle a été députée conservatrice au Parlement, ministre déléguée aux Affaires sociales et ministre de la Famille et de la Consommation.
Membre de l'Institut des femmes dirigeantes politiques et représentante de la Norvège auprès du Comité du Conseil européen pour la prévention de la torture.
Volontaire de la Croix-Rouge de 1982 à 2020, puis présidente de la Croix-Rouge norvégienne, elle a été décorée de la médaille Henry Dunant en 2011.
Heiberg est décédé le 2 avril 2020 à l'âge de 83 ans.